# Riedhausen bei Günzburg
Riedhausen bei Günzburg ist ein Ortsteil der Stadt Günzburg im schwäbischen Landkreis Günzburg. Das Pfarrdorf liegt 8,5 Kilometer nördlich von Günzburg nahe der württembergischen Grenze und inmitten des weiten Donaumooses.

## Geschichte
Die Spuren eines Burgstalls erinnern daran, dass Riedhausen im Mittelalter Sitz eines sich nach dem Ort nennenden Rittergeschlechts war, das aber noch im 13. Jahrhundert seine Stammburg aufgab. 
Im 15. Jahrhundert teilten sich die Söhne des Ulmer Patriziers Hans Strölin der Ältere die Güter und die Ortsherrschaft in Riedhausen. Wegen drückender Schuldenlast infolge des Dreißigjährigen Krieges standen die Untertanen in Riedhausen mit der Grundherrschaft seit 1675 in einem Pachtverhältnis, das bis 1921 bestand.
Die bis dahin selbständige Gemeinde Riedhausen wurde am 1. Mai 1978 zu Günzburg eingegliedert.

## Baudenkmäler
Siehe auch: Liste der Baudenkmäler in Riedhausen
- Katholische Pfarrkirche St. Vitus